# The Battle of Dingjunshan
A The Battle of Dingjunshan (egyszerűsített kínai: 定军山; pinjin: Ding Junshan, magyaros átírásban: Ting csün san) a legelső kínai film, melyet 1905-ben készített a rendező Zsen Csing-feng (Ren Jingfeng) (任景丰).
Alapjául Lo Kuan-csung (Luo Guanzhong) Három királyság története című művének egy epizódja szolgált, főszereplője Tan Hszin-pej (Tan Xinpei) (谭鑫培/譚鑫培). Címét időnként Conquering the Jun Mountain, vagyis A Jun hegység legyőzése fordításban használták. Egyetlen példánya elpusztult egy tűzben az 1940-es évek végén.